# Жоготово
Жоготово — деревня в Андреапольском районе Тверской области. Входит в Бологовское сельское поселение.

## География
Расположена примерно в 6 верстах к юго-западу от села Бологово рядом с озером Жоготовское.

## История
В конце XIX - начале XX века на месте деревни находились сельцо и усадьба Жоготово. В последней по состоянию на 1872-1877 года располагалось волостное правление Балагово-Наговской волости Холмского уезда Псковской губернии. В 1877 году при волостном правлении была открыта школа .

## Население
| 2002 | 2010 |
| ---- | ---- |
| 4    | ↘1   |